# فانتا ريجينا ناكرو
فانتا ريجينا ناكرو (بالفرنسية: Fanta Régina Nacro)، هي مُخرجة بوركينابية. تُعد فانتا ريجينا ناكرو أول امرأة مُخرجة في تاريخ صناعة السينما في بوركينا فاسو، كما أسست مُنظمة الرابطة الأفريقية للمُخرجين والمُنتجين.

## أعمالها
| العُنوان الأصلي للفيلم                                         | تاريخ الصدور | المُدة الزمنية |
| ------------------------------------------------------------- | ------------ | ------------- |
| ذات صباح (بالفرنسية: Un Certain Matin)                        | 1991         | 15 دقيقة      |
| المدرسة في قلب الحياة (بالفرنسية: L'Ecole au coeur de la vie) | 1993         | 13 دقيقة      |
| Puk Nini                                                      | 1995         | 32 دقيقة      |
| Femmes capables                                               | 1997         | 23 دقيقة      |
| La Tortue du Monde                                            | 1997         | 23 دقيقة      |
| Le Truc de Konate                                             | 1998         | 33 دقيقة      |
| Florence Barrigha                                             | 1999         | 26 دقيقة      |
| Relou                                                         | 2000         | 5 دقيقة       |
| Laafi Bala                                                    | 2000         | 26 دقيقة      |
| La Bague au doigt                                             | 2001         | 5 دقيقة       |
| Une Volonte de Fer                                            | 2001         | 5 دقيقة       |
| La Voix de la raison                                          | 2001         | 5 دقيقة       |
| Bintou                                                        | 2001         | 31 دقيقة      |
| En parler ca aide                                             | 2002         | 17 دقيقة      |
| Vivre positivement                                            | 2003         | 42 دقيقة      |
| La Nuit de la Vérité                                          | 2004         | 100 دقيقة     |

## الجوائز والترشيحات
- في 1992، فازت بالجائزة الذهبية لأفضل فيلم قصير في أيام قرطاج السينمائية عن فيلم «ذات صباح».[2]
- في 1997، رُشحت لنيل إحدى الجوائز في المهرجان الأفريقي للسينما والتلفزيون في واغادوغو[2]

## روابط خارجية
فانتا ريجينا ناكرو على موقع IMDb (الإنجليزية)
- فانتا ريجينا ناكرو على موقع ألو سيني (الفرنسية)
- فانتا ريجينا ناكرو على موقع أول موفي (الإنجليزية)
- فانتا ريجينا ناكرو على موقع قاعدة بيانات الفيلم (الإنجليزية)
- فانتا ريجينا ناكرو على موقع كينوبويسك (الروسية)